# Cebu (île)
Pour les articles homonymes, voir Cebu.
Cebu, en cebuano Sugbo, est une des plus grandes îles des Philippines située au centre du pays entre Mindanao au sud et Luçon au nord. 
Sa plus grande ville est Cebu, capitale de la province du même nom. De forme allongée, elle s'étire sur 225 kilomètres de longueur pour une largeur maximale de 35 kilomètres.

## Géographie
L'île de Cebu se situe en mer des Philippines, plus précisément en mer de Visayan, une mer intérieure de l'archipel philippin. Elle est étroite, densément peuplée (les Cebuanos) et s'étend sur près de 200 kilomètres du nord au sud et sur une quarantaine de kilomètres d'est en ouest dans sa plus grande largeur. Elle est traversée, dans le sens de la longueur, par une épine dorsale montagneuse culminant à 1 108 mètres au mont Cabalasan. Son climat est tropical.
La ville principale, centre administratif et deuxième zone portuaire des Philippines, est Cebu, qui compte près de 700 000 habitants. En incluant les villes adjacentes de Mandaue et Lapu-Lapu (Mactan), l'agglomération de Cebu constitue le deuxième ensemble urbain du pays après celui de la capitale Manille. L'aéroport international de Mactan-Cebu est situé sur l'île de Mactan, à une trentaine de minutes du centre-ville de Cebu. Cebu-Mandaue sont reliées à Mactan par deux ponts routiers qui franchissent le bras de mer séparant les îles de Mactan et de Cebu.

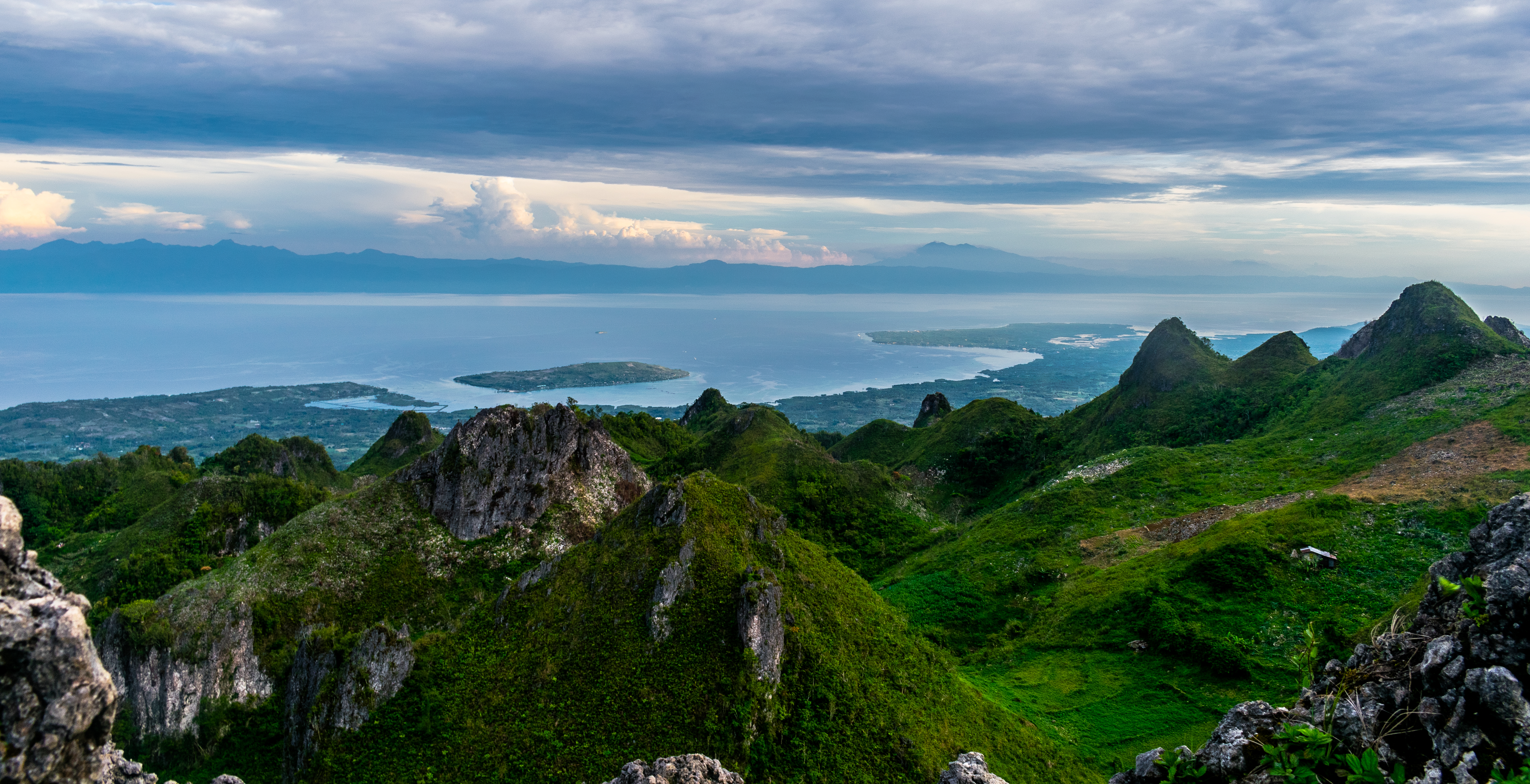
L'ile Cebu depuis le pic Osmeña. Au loin, le volcan Kanlaon.

## Histoire
C'est le 7 avril 1521 que Fernand de Magellan débarque à Cebu. Il est accueilli par Rajah Humabon, roi de Cebu, qui se convertit au catholicisme dès le 14 avril avec 700 indigènes.
Magellan, cependant, a échoué à revendiquer l'île pour la couronne d'Espagne, ayant été tué par le roi de l'île de Mactan Lapu-Lapu le 27 avril 1521 lors de la bataille de Mactan.
Le 27 avril 1565, l'Espagne menée par Miguel López de Legazpi commence la colonisation de la région avec le frère augustinien Andrés de Urdaneta. Les Espagnols établissent alors des colonies, développent le commerce et rebaptisent la ville « Villa del Santísimo Nombre de Jesús » (Village du Nom le plus saint de Jésus) le 1er janvier 1571. Pendant les six années d'exploration de l'archipel et de sa région, Cebu était la capitale des Indes orientales espagnoles.

## Économie
L'île de Cebu est un poids lourd dans le secteur de la construction navale avec la présence d’entreprises comme Tsuneishi Heavy Industries et Austal Philippines, situées à Toledo.